# Klon
KLONはかつて存在したコンピュータゲーム開発会社。1980年代後半に活動し、MSX向けのソフトを作成していた。
1986年に発売されたMSX版トップルジップに、移植を担当した企業として表記されている。1987年には、開発したレプリカート、ファミリービリヤード、軍人将棋が発売されている。1988年に発売予定のメンバーシップゴルフとPLAYBALLIIの開発を行っていたが、どちらも発売時期が延び、1989年12月にメンバーシップゴルフとPLAYBALLIIIと改題したPLAYBALLIIが発売された。
その後、MSX・FAN1994年6月号に軍人将棋が付録として収録されている。

## 作品
- トップルジップ（MSXへの移植作業、ボーステック）
- レプリカート（ソニー（HiTBiT））
- ファミリービリヤード（パック・イン・ビデオ）
- 軍人将棋（パック・イン・ビデオ）[9]
- PLAYBALLII（プレイボール2、未発売、PLAYBALLIIIとなる）[10]
- メンバーシップゴルフ（ソニー（HiTBiT））[11]
- PLAYBALLIII（プレイボール3、ソニー（HiTBiT））[11]